# Krudt med Knald
Krudt med knald (også kendt som Fy og Bi-film 32) er en dansk komedie fra 1931. Filmen er instrueret af	Lau Lauritzen Sr. og har Carl Schenstrøm og Harald Madsen i hovedrollerne som Fyrtårnet og Bivognen

## Handling
Fyrtårnet og Bivognen bor på et pensionat i storbyen og i værelset ved siden af bor en gammel opfinder, som er deres gode ven. Bivognen bliver bidt af at opfinde, og sætter sig for at opfinde røg-og knaldfri krudt.

## Medvirkende
- Carl Schenstrøm som Fyrtårnet
- Harald Madsen som Bivognen
- Olga Svendsen som Pensionatsværtinden
- Jørgen Lund som Opfinderen
- Marguerite Viby som En ung pige
- Nina Kalckar som En ung pige
- Anton de Verdier som En skummel herre
- Kai Holm som En skummel herre
- Emil Hass Christensen som En skummel herre
- Holger-Madsen som Detektiven
- Sigurd Langberg som Formand
- William Bewer som Psykolog
- Arthur Jensen som Pensionær
- Henry Nielsen som Pensionær
- Einar Bjørkmann som Pensionær
- Asbjørn Andersen som Forretningsmand
- Emil Hass Christensen som Politimand